# Szyp
Szyp (Acipenser nudiventris, Huso nudiventris) – gatunek ryby z rodziny jesiotrowatych (Acipenseridae).

## Występowanie
Występuje w Morzu Czarnym, Morzu Azowskim oraz południowej części Morza Kaspijskiego i w Jeziorze Aralskim. W Dunaju tworzy niewędrowną formę słodkowodną, rozmnażającą się w Wagu, Cisie i Maruszy. Pozostałe populacje to ryby anadromiczne. 

## Cechy morfologiczne
Osiąga długość 1–1,5 m (maksymalnie 2 m) i masę około 10 kg (maksymalnie 80 kg). Ciało jest grube, krótkie i krępe. Cechą odróżniającą od innych jesiotrów jest warga dolna, która u szypa nie jest przerwana. Grzbiet ma barwę ciemnobrązową lub szarą, okrywa go 12–15 wygiętych do tyłu tarczek kostnych. Boki są jaśniejsze, a brzuch prawie biały. Pysk krótki, wąsiki okrągłe w przekroju, wyposażone w cienkie naprzydatki na wewnętrznej stronie. Płetwa grzbietowa jest stosunkowo długa, położona przy końcu ciała.

## Odżywianie
Zjada głównie bezkręgowce (przede wszystkim mięczaki) i czasem ryby.

## Rozród
Do rzek wchodzi jesienią, zimę spędza w ich najgłębszych partiach. Tarło odbywa się od lutego do maja, w wyższych partiach głębokich, wartkich rzek, na żwirowatym dnie.

## Znaczenie gospodarcze
Mięso szypa jest wykorzystywane do wędzenia i produkcji konserw. Największe znaczenie ma w Jeziorze Aralskim. W Morzach Czarnym i Azowskim jest bardzo rzadki i nie ma większego znaczenia gospodarczego.